# Uni1
Der Uni1  war ein Van-Prototyp der Sachsenring Automobiltechnik AG aus dem Jahr 1998.

## Konzept
Ziel der Entwicklung war ein Fahrzeug mit hohem Nutzwert und einer guten Ökobilanz zu schaffen.

### Das Fahrzeugkonzept
Das Fahrzeugkonzept bestand darin einen Van mit einer Aluminiumkarosserie und einen Hybridantrieb in einem Fahrzeug zu vereinigen. Ähnlichkeiten gibt es mit dem Aufbau der Karosserie des Audi A2 und der Antriebstechnik des Toyota Prius, beide Fahrzeuge sind jedoch erheblich kleiner als der Uni1.
Mitentwickelt und aufgebaut wurde der Uni1 vom Prototypenhersteller Lorenz und Rankl Fahrzeugbau GmbH Sachsen, der Fichtel und Sachs AG und der IAV Motor GmbH.

## Technik
Hybridantrieb, bestehend aus einem 66 kW 1,9l Dieselmotor und einem 30 kW Gleichstrommotor.

### Antrieb
Der Hybridantrieb besteht aus einem VW TDI-Dieselmotor und einem zwischen Verbrennungsmotor und Getriebe angeordneten Elektromotor. Beide Antriebsmotoren sind in einer Linie mit der automatisierten Kupplung und dem automatisierten 5-Stufen-Getriebe verbunden.

## Karosserie
Das Fahrzeug verfügt über eine Aluminium-Spacecage-Karosserie, mit gesteckten und gezapften Verbindungsknoten.
Sie ist ausgelegt für sieben Mitfahrer.
Die Gestaltung ist sehr geräumig und ganz auf die Bedürfnisse von Taxifahrern und Familien ausgelegt.

### Karosserievarianten
Vorgesehen waren ein Van in zwei verschiedenen Längen und ein Pick-up mit einer Zuladung von 600 kg bzw. 725 kg.

## Finanzierung
Die Entwicklungskosten betrugen 15 Mio. DM, das Land Sachsen übernahm 60 % der Kosten.